# キャント・バイ・ミー・ラブ (映画)
『キャント・バイ・ミー・ラブ』（Can't Buy Me Love）は1987年のアメリカ映画。
ビートルズの楽曲「キャント・バイ・ミー・ラヴ」をモチーフにした青春系ロマンティック・コメディ。実はスティーヴ・ラッシュの高校時代の体験が元になった。

## あらすじ
高校生のロナルド（ロニー:演・デンプシー）は冴えない男の子。3年生の進級テストを控えていたが、アルバイトにせいを出していた。ある日チア・ガールで学園のアイドル的存在のシンディがドレスを汚してしまい、困っているところへロニーは彼女のピンチに1000ドルを貸してあげたわかりに一ヶ月間だけの“仮”の彼女になってくれと頼む。それからというもの学園中の憧れの的であるシンディと付き合っていると評判になってからロニーの学園生活は一変するが････。

## スタッフ
- 監督：スティーヴ・ラッシュ
- 製作総指揮：ジェア・ヘンショウ、ロン・ベックマン
- 製作：トム・マウント
- 脚本：マイケル・スウェドリック
- 撮影：ピーター・ライオンズ・コリスター
- 音楽：ロバート・フォーク

## キャスト
- パトリック・デンプシー
- アマンダ・ピーターソン
- セス・グリーン
- コートニー・ゲインズ
- ティナ・カスパリー